# NGC 7115
NGC 7115 é uma galáxia espiral (Sb) localizada na direcção da constelação de Piscis Austrinus. Possui uma declinação de -25° 21' 04" e uma ascensão recta de 21 horas, 43 minutos e 39,2 segundos.
A galáxia NGC 7115 foi descoberta em 1886 por Frank Leavenworth.